# Jovanka Radičević
Jovanka Radičević (23 ottobre 1986) è una pallamanista montenegrina ala destra del Budućnost e della nazionale montenegrina.

## Palmarès

### Club
- EHF Champions League: 1

Győri ETO KC: 2012-2013
- EHF Coppa delle Coppe: 2

Budućnost: 2005-2006, 2009-2010

### Nazionale
- Argento olimpico: 1

Londra 2012
- Campionati europei: 1

Serbia 2012

### Individuale
- Migliore ala destra al campionato mondiale: 2

Danimarca 2015, Giappone 2019
- Migliore ala destra al campionato europeo: 2

Serbia 2012, Danimarca 2020
- Migliore ala destra in EHF Champions League: 4

2013-2014, 2015-2016, 2018-2019, 2019-2020